# 아부 알후세인 알후세이니 알쿠라시
아부 알후세인 알후세이니 알쿠라시(아랍어: جوابو الحسين الحسيني القرashi, 로마자 표기: Abu al-Ḥusayn al-Husaynī al-Qurashii, 2023년 4월 29일 사망)는 이라크 레반트 이슬람 국가의 제4대 칼리프였으며 알려진 바에 따르면 칼리프가 된 최초의 시리아인이다. 2022년 11월 30일에 취임했다.

## 사망
2023년 4월 30일, 튀르키예의 대통령 레제프 타이이프 에르도안은 튀르키예 국가정보부가 아부 알후세인을 전날 4월 29일에 의도적으로 살해했다고 발표했다.